# Heteromycteris capensis
Heteromycteris capensis es una especie de pez de la familia Soleidae en el orden de los Pleuronectiformes.

## Distribución geográfica
Se encuentran en las  costas del sudeste del  atlántico (desde Namibia hasta Sudáfrica).

## Morfología
- Es de color marrón grisáceo pálido.
- Tiene 3 manchas oscuras a lo largo de la línea lateral

## Hábitat
Los ejemplares inmaduros son abundantes en los estuarios arenosos.